# Équipe de Tunisie de volley-ball en 1996
L'équipe de Tunisie de volley-ball dispute un tournoi triangulaire de qualification organisé à Rabat pour les Jeux olympiques 1996. Elle y décroche la première place après un match serré face à l'Algérie. À Atlanta, l'équipe termine onzième avec la Pologne. En août, les hommes de Fethi Mkaouar remporte le titre arabe en battant chez elle l'Égypte.

## Matchs
| Date            | Lieu     | Adversaire   | Score                               | Durée | Compétition | Meilleur marqueur | Référence |
| 29 mars 1996    | Rabat    | Algérie      | 3-2 (13-15 15-12 15-6 6-15 17-15)   | -     | TQJO        | -                 |           |
| 30 mars 1996    | Rabat    | Maroc        | 3-0 (15-8 15-9 15-6)                | -     | TQJO        | -                 |           |
| 21 juillet 1996 | Atlanta  | Pays-Bas     | 0-3 (20-25 25-17 19-25 25-17 18-16) | -     | JO          | -                 |           |
| 23 juillet 1996 | Atlanta  | Italie       | 0-3 (9-15 5-15 1-15)                | -     | JO          | -                 |           |
| 25 juillet 1996 | Atlanta  | Yougoslavie  | 1-3 (4-15 17-15 3-15 3-15)          | -     | JO          | -                 |           |
| 27 juillet 1996 | Atlanta  | Corée du Sud | 0-3 (4-15 6-15 6-15)                | -     | JO          | -                 |           |
| 29 juillet 1996 | Atlanta  | Russie       | 0-3 (9-15 10-15 11-15)              | -     | JO          | -                 |           |
| août 1996       | Le Caire | Égypte       | 3-1                                 | -     | CA          | -                 |           |

TQJO : match du tournoi de qualification pour les Jeux olympiques 1996 ;
JO : match des Jeux olympiques 1996 ;
CA : match du championnat arabe 1996.

## Sélections
Sélection pour les Jeux olympiques 1996
- Noureddine Hfaiedh, Atef Loukil, Mohamed Baghdadi, Majdi Toumi, Riadh Ghandri, Ghazi Guidara, Ghazi Koubaa, Khaled Belaid, Riadh Hedhili, Faycal Ben Amara, Hichem Ben Romdhane, Tarek Aouni
- Entraîneur :  Fethi Mkaouar